# Ucrânia nos Jogos Olímpicos de Verão de 2012
A Ucrânia competiu nos Jogos Olímpicos de Verão de 2012, que aconteceram na cidade de Londres, no Reino Unido, de 27 de julho até 12 de agosto de 2012.

## Medalhas
| Atleta            | Esporte        | Evento               | Medalha |
| ----------------- | -------------- | -------------------- | ------- |
| Oleksiy Torokhtiy | Halterofilismo | Até 105 kg masculino | Ouro    |

## Desempenho

### Atletismo
Masculino
| Atleta            | Evento                | Preliminar | Preliminar | Quartas-de-final | Quartas-de-final | Semifinal | Semifinal | Final | Final   |
| Atleta            | Evento                | Marca      | Posição    | Marca            | Posição          | Marca     | Posição   | Marca | Posição |
| ----------------- | --------------------- | ---------- | ---------- | ---------------- | ---------------- | --------- | --------- | ----- | ------- |
| Andriy Protsenko  | Salto em altura       | 2,29m      | 5º q       |                  |                  |           |           | 2,25m | 9º      |
| Bohdan Bondarenko | Salto em altura       | 2,26m      | 8º q       | 2,29m            | 7º               |           |           |       |         |
| Dmytro Dem'yanyuk | Salto em altura       | 2,21m      | 16º        | Não avançou      | Não avançou      |           |           |       |         |
| Oleksiy Sokyrskyy | Lançamento de martelo | 77,65m     | 4º q       | 78,25m           | 4º               |           |           |       |         |
| Oleksandr Dryhol  | Lançamento de martelo | 69,57m     | 35         | Não avançou      | Não avançou      |           |           |       |         |
| Artem Rubanko     | Lançamento de martelo | NM         | NM         | Não avançou      | Não avançou      |           |           |       |         |

### Halterofilismo
Masculino
| Atleta             | Evento | Arranque (kg) | Arremesso (kg) | Total (kg) | Posição         |
| ------------------ | ------ | ------------- | -------------- | ---------- | --------------- |
| Kostyantyn Piliyev | -94kg  | 166,0         | 206,0          | 372,0      | 12º             |
| Oleksiy Torokhtiy  | -105kg | 185,0         | 227,0          | 412,0      | Medalha de ouro |
| Sergiy Tagirov     | -105kg | 174,0         | 200,0          | 374,0      | 10º             |
| Artem Udachyn      | +105kg | DNS           | DNS            | DNS        | DNS             |
| Ihor Shymechko     | +105kg | 197,0         | 232,0          | 429,0      | 6º              |

Feminino
| Atleta         | Evento | Arranque (kg) | Arremesso (kg) | Total (kg) | Posição           |
| -------------- | ------ | ------------- | -------------- | ---------- | ----------------- |
| Yulia Paratova | -53kg  | 91,0          | 108,0          | 199,0      | 5º                |
| Yuliya Kalina  | -58kg  | 106,0         | 129,0          | 235,0      | Medalha de bronze |

### Lutas
A Ucrânia conquistou uma vaga no Copa do Mundo de Lutas de 2011, realizada em Istanbul, na Turquia, do dia 12 ao dia 18 de setembro de 2011.
- Categoria de peso -84 kg, na luta livre feminina;
- Categoria de peso -55 kg, na luta livre feminina.

### Natação
Masculino
| Atletas          | Evento       | Eliminatórias | Eliminatórias | Semifinal   | Semifinal   | Final       | Final       |
| Atletas          | Evento       | Tempo         | Posição       | Tempo       | Posição     | Tempo       | Posição     |
| ---------------- | ------------ | ------------- | ------------- | ----------- | ----------- | ----------- | ----------- |
| Andrii Govorov   | 50 m livre   | 22s09         | 7º Q          | 22s12       | 14º         | Não avançou | Não avançou |
| Sergii Frolov    | 1500 m livre | 14min59s19    | 10º           |             |             | Não avançou | Não avançou |
| Maksym Shemberev | 200 m medley | 2min03s40     | 33º           | Não avançou | Não avançou | Não avançou | Não avançou |
| Maksym Shemberev | 400 m medley | 4min16s63     | 15º           |             |             | Não avançou | Não avançou |

Feminino
| Atletas                                                       | Evento          | Eliminatórias | Eliminatórias | Semifinal     | Semifinal     | Final         | Final         |
| Atletas                                                       | Evento          | Tempo         | Posição       | Tempo         | Posição       | Tempo         | Posição       |
| ------------------------------------------------------------- | --------------- | ------------- | ------------- | ------------- | ------------- | ------------- | ------------- |
| Daryna Zevina                                                 | 100 m costas    | 1min00s57     | 18º           | Não avançou   | Não avançou   | Não avançou   | Não avançou   |
| Daryna Zevina                                                 | 200 m costas    | 2min09s40     | 9º Q          | 2min09s70     | 12º           | Não avançou   | Não avançou   |
| Maria Liiver                                                  | 100 m peito     | 1min11s23     | 37º           | Não avançou   | Não avançou   | Não avançou   | Não avançou   |
| Ganna Dzerkal                                                 | 200 m peito     | 2min27s09     | 17º           | Não avançou   | Não avançou   | Não avançou   | Não avançou   |
| Ganna Dzerkal                                                 | 200 m medley    | 2min14s55     | 18º           | Não avançou   | Não avançou   | Não avançou   | Não avançou   |
| Ganna Dzerkal                                                 | 400 m medley    | 4min48s19     | 26º           |               |               | Não avançou   | Não avançou   |
| Hanna DzerkalIryna HlavnykDarya StepanyukDaryna Zevina (tim.) | 4 X 200m medley | 8min12s67     | 13º           | Não avançaram | Não avançaram | Não avançaram | Não avançaram |

### Remo
Masculino
| Equipe | Evento      | Eliminatórias | Eliminatórias | Repescagem | Repescagem | Quartas | Quartas | Semifinal | Semifinal | Final   | Final                |
| Equipe | Evento      | Tempo         | Posição       | Tempo      | Posição    | Tempo   | Posição | Tempo     | Posição   | Tempo   | Posição (Pos. final) |
| --- | ----------- | ------------- | ------------- | ---------- | ---------- | ------- | ------- | --------- | --------- | ------- | -------------------- |
| Dmytro Mikhai Artem Morozov | Skiff duplo | 6m49s70       | 4º R          | 6m30s19    | 2º S       |         |         | 6m36s52   | 6º FB     | 6m31s51 | 5º (11º)             |
| Anton Kholyaznykov Viktor Grebennykov Ivan Tymko Artem Moroz Andriy Pryveda Valentyn Kletskoy Oleg Lykov Sergii Chykanov Oleksandr Konovaliuk (tim.) | Oito com    | 5m38s02       | 4º R          | 5m42s19    | 6º FB      |         |         |           |           | 6m07s33 | 2º (8º)              |

### Tiro
Masculino
| Atleta          | Evento                | Qualificação | Qualificação | Final       | Final       | Posição |
| Atleta          | Evento                | Placar       | Posição      | Placar      | Total       | Posição |
| --------------- | --------------------- | ------------ | ------------ | ----------- | ----------- | ------- |
| Oleh Omelchuk   | Pistola livre 50 m    | 548          | 29º          | Não avançou | Não avançou | 29º     |
| Oleh Omelchuk   | Pistola de ar de 10 m | 583          | 6º           | 100.6       | 683.6       | 5º      |
| Denys Kushnirov | Pistola de ar de 10 m | 577          | 19º          | Não avançou | Não avançou | 19º     |
| Roman Bondaruk  | Tiro rápido 25 m      | 579          | 12º          | Não avançou | Não avançou | 12º     |
| Serhiy Kulish   | Carabina de ar 10 m   | 593          | 18º          | Não avançou | Não avançou | 18º     |
| Artur Ayvazyan  | Carabina de ar 10 m   | 593          | 19º          | Não avançou | Não avançou | 19º     |
| Artur Ayvazyan  | Carabina deitado 50 m | 593          | 21º          | Não avançou | Não avançou | 21º     |
| Serhiy Kulish   | Carabina deitado 50 m | 583          | 49º          | Não avançou | Não avançou | 49º     |

### Tiro com arco(6 atletas)
| Atleta                                                | Prova                | Rodada de classificação | Rodada de classificação | Ronda dos 64                                     | Ronda dos 32                              | Ronda dos 16                             | Quartos-finais                   | Semifinais             | Final                  | Final       |
| Atleta                                                | Prova                | Placar                  | Pos.                    | Adversário e resultado                           | Adversário e resultado                    | Adversário e resultado                   | Adversário e resultado           | Adversário e resultado | Adversário e resultado | Pos.        |
| ----------------------------------------------------- | -------------------- | ----------------------- | ----------------------- | ------------------------------------------------ | ----------------------------------------- | ---------------------------------------- | -------------------------------- | ---------------------- | ---------------------- | ----------- |
| Markiyan Ivashko                                      | Individual masculino | 667                     | 24º                     | ESP E. Cuesta Cobo V 0-2, 2-0, 1-1, 2-0, 1-1     | MYA NM Aung V 2-0, 1-1, 2-0, 2-0          | TPE C-w. Kuo D 0-2, 0-2, 0-2             | Não avançou                      | Não avançou            | Não avançou            | Não avançou |
| Dmytro Hrachov                                        | Individual masculino | 665                     | 28º                     | ITA M. Frangilli V 2-0, 2-0, 0-2, 1-1, 2-0       | JPN T. Furukawa D 2-0, 0-2, 2-0, 0-2, 0-2 | Não avançou                              | Não avançou                      | Não avançou            | Não avançou            | Não avançou |
| Viktor Ruban                                          | Individual masculino | 660                     | 43º                     | CHN Z. Liu V 2-0, 2-0, 2-0                       | TPE Y-C. Chen V 2-0, 2-0, 2-0             | FRA G. Prevost V 2-0, 0-2, 2-0, 0-2, 2-0 | KOR J-H. Oh D 0-2, 1-1, 0-2, 0-2 | Não avançou            | Não avançou            | Não avançou |
| Viktor Ruban Dmytro Hrachov Markiyan Ivashko          | Equipes              | 1992                    | 9º                      |                                                  |                                           | GBR Grã-Bretanha V 223-212               | KOR Coreia do Sul D 220-227      | Não avançou            | Não avançou            | Não avançou |
| Lidiia Sichenikova                                    | Individual feminino  | 645                     | 32º                     | BLR E. Timofeyeva D 0-2, 0-2, 1-1, 2-0, 2-0, 0-1 | Não avançou                               | Não avançou                              | Não avançou                      | Não avançou            | Não avançou            | Não avançou |
| Kateryna Palekha                                      | Individual feminino  | 624                     | 51º                     | USA M. Leek D 0-2, 0-2, 1-1, 1-1                 | Não avançou                               | Não avançou                              | Não avançou                      | Não avançou            | Não avançou            | Não avançou |
| Tetyana Dorokhova                                     | Individual feminino  | 599                     | 59º                     | JPN M. Kanie D 0-2, 1-1, 0-2, 0-2                | Não avançou                               | Não avançou                              | Não avançou                      | Não avançou            | Não avançou            | Não avançou |
| Lidiia Sichenikova Kateryna Palekha Tetyana Dorokhova | Equipes              | 1868                    | 12º                     |                                                  |                                           | JPN Japão D 192-207                      | Não avançou                      | Não avançou            | Não avançou            | Não avançou |

### Triatlo
| Atleta              | Evento    | Natação (1,5 km) | Ciclismo (40 km) | Corrida (10 km) | Tempo total | Posição |
| ------------------- | --------- | ---------------- | ---------------- | --------------- | ----------- | ------- |
| Danylo Sapunov      | Masculino | 18m08            | 59m35            | 32m38           | 1h51m32     | 42º     |
| Yuliya Yelistratova | Feminino  | 20m50            | LAP              | LAP             | LAP         | LAP     |